# Live at Wembley (album de Bring Me the Horizon)
Pour les articles homonymes, voir Live at Wembley.
Albums de Bring Me the Horizon
Sempiternal
(2013) That's the Spirit
(2015)
Albums live de Bring Me the Horizon
Live at the Royal Albert Hall
(2016)
Live at Wembley est le premier album live de Bring Me the Horizon, sorti le 24 juillet 2015 et enregistré le 5 décembre 2014 au Wembley Arena à Londres. Bien que la majorité des chansons soient de l'album Sempiternal, ils ont joué des chansons qui se font rares dans leurs setlists de nos jours, comme par exemple And the Snakes Start to Sing, Antivist ou encore Hospital for Souls. Ils ont de plus joué des chansons de leur précédents albums avant Sempiternal, comme There Is a Hell, Believe Me I've Seen It. There Is a Heaven, Let's Keep It a Secret. (ce qui est extrêmement rare de nos jours hors tournée spécifique à cet album), avec Alligator Blood, Blessed With a Curse et It Never Ends, ou encore Suicide Season, avec Chelsea Smile et Diamond Aren't Forever, ainsi que Drown de That's the Spirit. Enfin, la grosse surprise de ce soir-là était la performance de Pray for Plagues de l'album Count Your Blessings avec une apparition surprise de Curtis Ward, fondateur et ex-guitariste du groupe.

## Liste des Titres
| No  | Titre                                                                                 | Album                                                                                | Durée |
| --- | ------------------------------------------------------------------------------------- | ------------------------------------------------------------------------------------ | ----- |
| 1.  | Intro (The Best Is Yet to Come)/Shadow Moses (Intro composée par Aoife Ní Fhearraigh) | Sempiternal                                                                          | 5:24  |
| 2.  | Go To Hell, For Heaven's Sake                                                         | Sempiternal                                                                          | 4:54  |
| 3.  | The House Of Wolves                                                                   | Sempiternal                                                                          | 4:21  |
| 4.  | Diamonds Aren't Forever                                                               | Suicide Season                                                                       | 5:02  |
| 5.  | It Never Ends                                                                         | There Is a Hell, Believe Me I've Seen It. There Is a Heaven, Let's Keep It a Secret. | 5:54  |
| 6.  | And The Snakes Start To Sing                                                          | Sempiternal                                                                          | 5:58  |
| 7.  | Alligator Blood                                                                       | There Is a Hell, Believe Me I've Seen It. There Is a Heaven, Let's Keep It a Secret. | 5:15  |
| 8.  | Empire (Let Them Sing)                                                                | Sempiternal                                                                          | 4:00  |
| 9.  | Chelsea Smile                                                                         | Suicide Season                                                                       | 6:42  |
| 10. | Pray For Plague (avec Curtis Ward)                                                    | Count Your Blessings                                                                 | 5:13  |
| 11. | Blessed With A Curse                                                                  | There Is a Hell, Believe Me I've Seen It. There Is a Heaven, Let's Keep It a Secret. | 5:28  |
| 12. | Antivist                                                                              | Sempiternal                                                                          | 4:03  |
| 13. | Sleepwalking                                                                          | Sempiternal                                                                          | 5:42  |
| 14. | Hospital for Souls                                                                    | Sempiternal                                                                          | 7:02  |
| 15. | Drown (Intro prolongée)                                                               | That's the Spirit                                                                    | 4:24  |
| 16. | Can You Feel My Heart (Intro prolongée)                                               | Sempiternal                                                                          | 7:31  |

Notes additionnelles
- Le titre correct de la piste 10 est Pray for Plagues
- La piste 15 est sortie à l'origine en tant que single, puis a été réenregistrée et publiée sur l'album That's the Spirit.